# Vyle
Vyle är ett vattendrag i Belgien.   Det ligger i provinsen Liège och regionen Vallonien, i den sydöstra delen av landet, 80 km sydost om huvudstaden Bryssel.
Trakten runt Vyle består till största delen av jordbruksmark. Runt Vyle är det ganska tätbefolkat, med 54 invånare per kvadratkilometer.